# Янсон, Кристофер Нагель
Кристофер Нагель Янсон (норв. Kristofer Nagel Janson, 5 мая 1841 года — 17 ноября 1917 года) — норвежский писатель, поэт и прозаик, пастор.

## Биография
Кристофер Нагель Янсон, изучая богословие в университете Христиании (Осло), примкнул к движению за народный язык (так называемый «Maalstr ä vere»).
В течение многих лет руководил высшей народной школой, т.е. школой для молодых крестьян и крестьянок. В то же время он выступил с рассказами из крестьянской жизни, например «Fraa bygdom» (1865), «Han og ho» и «Marit Skjølte» (1868; оба переведены на немецкий язык, 1886), «Torgrim» (1872), «Den bergtekne» (1876), издал также том лирических стихотворений «Norske Dikt» (1867) и историческую трагедию «Jon Arason» (1867).
В 1876 году норвежским стортингом ему было назначено ежегодное жалованье. Позднейшие произведения Янсона (написанные большей частью на норвежском крестьянском наречии): «Sigmund Bresteson» (эпическое стихотворение, 1872); «Fraa Dansketidi» (исторический роман, относящийся к XVI-му столетию, 1875); «Austanfyre sol og restanfyre Maane» (сказка в стихах, 1879); «En Kvindeskjaebne» (1879; новая драма на норвежском литературном языке).
В 1881 году Янсон переселился в Америку, где сделался пастором унитарианской общины и написал поэму «Raeriens Saga» (1885).